# Forma farmaceutica
Si definisce forma farmaceutica la forma sotto cui si presenta ogni tipologia di prodotto farmaceutico, sia esso medicinale o non medicinale. I prodotti farmaceutici non sono di per sé né medicinali né principi attivi, perciò rientrano in questa classificazione anche i prodotti cosmetici, alimentari ed erboristici classificati quali prodotti farmaceutici o anche aventi esclusivamente qualità o grado farmaceutico. Le forme farmaceutiche possono essere composte da una o più molecole, principi attivi farmaceutici, cosiddetti API, o da principi attivi non farmaceutici, ad esempio quelli di derivazione erboristica, molecole cosmetiche non API, prodotti alimentari di grado farmaceutico ed eccipienti. Per ogni prodotto di grado farmaceutico possono esistere varie forme farmaceutiche. Inoltre, per alcuni tipi di prodotti di grado o impiego farmaceutico può essere impiegata una forma farmaceutica specifica, per evitare problemi di stabilità chimica e biodisponibilità.
Ad esempio, in casi persistenti di nausea e vomito, l'utilizzo di forme farmaceutiche orali viene sostituita da forme farmaceutiche per inalazione, sublinguali, supposte o parenterali. Il glutatione (integratore alimentare) e l'insulina invece non possono essere somministrati per via orale perché vengono metabolizzati nel tratto gastrointestinale prima di raggiungere il flusso sanguigno. Per lo stesso motivo il paracetamolo e altri principi attivi farmaceutici vengono somministrati in quantità diverse a seconda della via orale o endovenosa.
Per queste ragioni, prima dello sviluppo di un prodotto, vengono effettuati degli studi di preformulazione, volti a indagare le proprietà chimiche e fisiche delle varie sostanze, al fine di scegliere la forma farmaceutica e la via di somministrazione più adeguata allo scopo che si vuole raggiungere. Ciò avviene nel caso che si tratti di un farmaco, di un cosmetico, di un alimentare o di un prodotto erboristico di grado farmaceutico.

## Classificazione
Esistono svariate categorie di forme farmaceutiche suddivise per struttura morfologica, composizione chimico-fisica e indicazione posologica in base al paziente e relativa necessità terapeutica. 
Le forme farmaceutiche possono essere classificate a seconda della loro forma fisica in:
- forme farmaceutiche solide (compresse, pillole, capsule rigide, polveri, granulati, farmaci suppositori: supposta);
- forme farmaceutiche semisolide (pomate: gel, unguenti, creme, lubrificanti, paste);
- forme farmaceutiche liquide (sciroppi, elisir, fiale, gocce, colliri);
- forme farmaceutiche gassose (aerosol).

A seconda della via di somministrazione le forme farmaceutiche si possono dividere in preparazioni: 
- orali (soluzioni, emulsioni, sospensioni, polveri, granulati, capsule, compresse);
- topiche (soluzioni, emulsioni, pomate, creme, unguenti, lozioni, polveri);
- parenterali (soluzioni emulsioni, sospensioni, impianti);
- rettali (soluzioni, emulsioni, supposte, pomate, polveri);
- oftalmiche, nasali, vaginali, ecc.

Se si considera il tempo di rilascio si possono classificare le forme farmaceutiche in quelle convenzionali a rilascio immediato, e quelle a rilascio modificato, dove il principio attivo viene rilasciato in maniera differente rispetto alla forma farmaceutica convenzionale corrispondente, che può essere in maniera prolungata, ritardata o ripetuta.
Infine si distinguono le forme farmaceutiche a singola dose, o predosate da quelle multidose, che devono essere dosate dal paziente mediante appositi misurini o contagocce.